# Hornos de Moncalvillo
Hornos de Moncalvillo település Spanyolországban, La Rioja autonóm közösségben. Hornos de Moncalvillo Sotés, Navarrete, Medrano és Daroca de Rioja községekkel határos. Lakosainak száma 98 fő (2024).

## Népesség
A település népessége az elmúlt években az alábbi módon változott:
| Lakosok száma | 92   | 93   | 99   | 95   | 94   | 86   | 88   | 98   | 95   | 98   |
|               | 2001 | 2004 | 2007 | 2009 | 2012 | 2014 | 2017 | 2019 | 2022 | 2024 |